# 光譜資訊
光譜資訊股份有限公司（T-time Technology Co., Ltd.）成立於1992年，是台灣的電腦軟體公司，其營運項目主是遊戲軟體研發、代理和發行。

## 公司歷史
- 1992年 - 光譜資訊有限公司成立，推出第一套電腦遊戲軟體《將族》。
- 1994年 - 擴大開發部組織，遷移至台北市濟南路
- 1996年 - 设立光谱博硕电子科技（北京）有限公司（已于2010年停业[1]）
- 1997年 - 光譜資訊有限公司改組為光譜資訊股份有限公司
- 2000年 - 公司擴充，遷移至台北市南昌路，資本額增為新台幣3600萬元
- 2003年 - 设立香港分公司
- 2004年 - 设立上海、新加坡分公司

## 特色
光譜所開發或代理的遊戲，以模擬策略類為主，著重於人工智能的表現。

## 發行的著名軟體

### 自行製作
- 麻將大師
- 實戰台灣麻將
- 台灣麻將王
- 台灣麻將王2
- 新加坡麻將
- 青少棒揚威記
- 運標天下
- 魔幻天下
- 巴士帝國
- 電視夢工廠
- 卡耐雞的人生指南（The Designer of Life）
- 暗棋侏儸紀
- 坦克大決戰
- 雄霸天下
- 明星餐廳
- 香港地產王
- 交通英雄
- 瘋狂空間王
- 麻將學園
- 殖民計劃系列
- 富甲天下系列
- 三國立志傳系列
- 夢幻四驅車
- 創業王
- 天下霸圖（英语：Martial Kingdoms）（2003年）[2]
- 天下霸圖2（2007年）[3]

### 代理發行
- 萬夫莫敵 聖女傳
- A列车9
- 超级大城市
- FraneⅡ 聖界的奇蹟
- FraneⅢ 緋蒼幻想曲
- KID—秋之回憶系列
- 天使小夜曲
- 交響樂之雨
- 天使演唱會encore
- 精靈協奏曲
- 愛神餐館 2
- 無限輪回系列
  - Never7 -the end of infinity-
  - Ever17 -the out of infinity-
  - Remember11 -the age of infinity-
  - 12RIVEN -the Ψcliminal of integral-
- RPG製作大師2
- 超魔法大戰(Cross Hermit)
- 美少女夢工坊5
- 真實之淚
- 狀況開始！
- 手機少女
- 海商王
- 發明工坊系列
  - 發明工坊
  - 發明工坊2
  - 發明工坊：臉紅心跳大冒險
- 藍色天使隊
- 殖民計畫
- 殖民計畫2
- 新世紀福音戰士：機密檔案
- 水之旋律
- 水之旋律2緋之記憶
- 現代大戰略系列
- 11eyes CrossOver～交錯的視線
- 萌萌2次大戰（略）
- 萌萌2次大戰（略）Ultra Deluxe
- 愛麗絲奏鳴曲 命運之輪
- 愛麗絲奏鳴曲2：衝擊代碼
- 威尼斯-商業崛起
- 冰與火之歌：權力遊戲
- 心靈殺手
- 超級大城市XL
- 小冰冰傳奇
- 新劍魔之戰
- 蒼之騎士團R

## 外部連結
- 光譜資訊（页面存档备份，存于） （繁體中文）
- 光譜資訊遊戲廣場的Facebook專頁